# 金子氏
金子氏（かねこし）は、平安時代後期から鎌倉時代・室町時代にかけて武蔵国（現在の東京都、埼玉県、神奈川県の一部）を中心として近隣諸国にまで勢力を伸ばしていた武蔵七党の村山党から派生した支族。桓武平氏の流れをくみ、武蔵国入間郡金子（現在の埼玉県入間市金子）を拠点にその周辺地域を領した。
武蔵国多摩郡村山を領した平頼任が村山党の祖となり、その孫の家範が入間郡金子に住み金子を名乗ったのが始まりである。現在でも埼玉県入間市から東京都清瀬市周辺にかけて金子の姓が多く見られる。
家範の子家忠は保元の乱・平治の乱などで活躍し、その功績により伊予国新居（現在の愛媛県新居浜市）等の地頭となり、豊臣秀吉の四国征伐に抵抗して名を馳せた金子元宅など、金子広家の子孫は伊予金子氏として約300年もの長きにわたり繁栄した。

## 武蔵金子氏
金子氏嫡流はそのまま代々入間郡金子を領した。南北朝時代、武蔵平一揆が起こると金子家祐は河越氏に従い敗北。その後は関東管領上杉氏家臣の武蔵守護代大石氏に従う。戦国時代になり、河越夜戦で上杉氏が後北条氏に敗れ没落すると、金子家長は逸早く天文15年（1546年）には北条氏康に属した。以後は八王子城の北条氏照に従い下野国進出などで活躍した。
天正18年（1590年）の小田原征伐で前田利家・上杉景勝の軍勢が攻めてくると、松山城留守居を勤めていた金子家基は城代の山田直安以下難波田憲次・若林氏らと共に前田・上杉勢に降伏。家基は直江兼続軍の先兵となって八王子城を攻めた。
後北条氏が滅亡すると金子政熙はその後も景勝に属したが、慶長5年（1600年）の徳川家康による会津征伐によって、景勝の領地が削減されたとき浪人の身となった。その後は京都所司代板倉勝重に仕え、子の金子政景は板倉氏の老臣として重用されたが、後に自害。政景の妻は長州藩士の宍戸元真（毛利氏一門宍戸氏）の娘であったため、子どもを連れて実家のある長州藩へ戻り、子ども達は長州藩士として仕えた。

### 主な一族
- 金子家範
- 金子家忠
- 多賀谷家政
- 金子家祐
- 金子政熙

### 系図
```
　
平高望

　　┃
　
平良文

　　┃
（数代略）
　　┃
　
平元宗

　　┣━━━━┓
 
野与基永
　
村山頼任

（
野与党
へ）　┃
　　　　　　 頼家
　　　　　　　┣━━━━┳━━━━┳━━━━━━━┓
　　　　　 
大井家綱
　
宮寺家平
　
金子家範
　　　　
山口家継

　　　　　　　　　　　　　　　　　┣━━━┓（
山口氏
へ）
　　　　　　　　　　　　　　　　 
家忠
　
難波田高範

　　　　　　　　　　　　　　　　　┣━━━┳━━━━━━┳━━┓
　　　　　　　　　　　　　　　　 
家高
　
多賀谷家政
　　　
家広
　
家親

　　　　　　　　　　　　　　　　　┃（
多賀谷氏
へ）　　　┃
　　　　　　　　　　　　　　　　　┣━━┳━━┓　　（数代略）
　　　　　　　　　　　　　　　　 
時家
　
重高
　
広家
　　　 ┃
　　　　　　　　　　　　　　　　　┃　　（
伊予金子氏
へ）┃
　　　　　　　　　　　　　　　　 
時重
　　　　　　　　　 ┃
　　　　　　　　　　　　　　　　　　　　　　　　　　　　┃
　　　　　　　　　　　　　　　　　　　　　　　　　　　 
家祐

　　　　　　　　　　　　　　　　　　　　　　　　　　　　┃
　　　　　　　　　　　　　　　　　　　　　　　　　　　 
家重

　　　　　　　　　　　　　　　　　　　　　　　　　　　　┃
　　　　　　　　　　　　　　　　　　　　　　　　　　（数代略）
　　　　　　　　　　　　　　　　　　　　　　　　　　　　┃
　　　　　　　　　　　　　　　　　　　　　　　　　　　 
家政

　　　　　　　　　　　　　　　　　　　　　　　　　　　　┃
　　　　　　　　　　　　　　　　　　　　　　　　　　　 
政熙

　　　　　　　　　　　　　　　　　　　　　　　　　　　　┃
　　　　　　　　　　　　　　　　　　　　　　　　　　　 
政景
```

## 伊予金子氏
伊予金子氏（いよ-かねこ-し）は、家忠の保元の乱・平治の乱などでの功績による恩恵を受け、建長年間に金子氏祖 家範の曾孫広家が伊予国新居郡の領地に移り住んだことに始まる。広家は領地を金子と名付け、平野を遠く見渡せる丘陵地（金子山）に金子城を築いてその基礎を固めた。

新居一帯は伊予国の有力豪族河野氏と讃岐国の細川氏がせめぎ合う激戦地であったが、南北朝時代に将軍 足利義満によって和睦が成立し、金子氏は細川氏配下になったと見られる。その後、戦国時代になると石川氏が新居・宇摩を治めるようになり、金子氏はその有力武将として石川氏を支えて発展したという。
戦国時代後期に土佐の長宗我部元親が四国制覇に乗り出した時には石川氏は弱体化して名目上の領主でしかなく、金子元宅（金子備後守元宅）が事実上の支配者であったものと見られている。長宗我部元親は金子元宅を通じて石川氏と結びこの一帯の覇権を手にした。しかしそれも束の間、羽柴秀吉による全国統一へ向けた四国攻めが始まった。天正13年（1585年）秀吉配下の小早川隆景率いる毛利軍は瀬戸内海を渡り新居に上陸し、これを金子元宅は配下の武将を従えて迎え撃つ（天正の陣）が、圧倒的な兵力の差の前に野々市ヶ原の戦いで討ち死にした。弟の対馬守元春に託された金子城も落とされ、約330年にわたる伊予金子氏の新居郡における歴史は幕を閉じた。
金子氏居館跡には1618年（元和4年）に、天正の陣を生き延び出家した金子元春により歴代城主や武将を弔う菩提寺として慈眼寺が建立され、今に至るまで守られ続けている。また僅かに残った一族は長宗我部元親に保護され、徳川幕府による大坂夏の陣において豊臣方につくが敗れ、その後は九州天草の地に根付いたとも云われている。また、土佐山内氏に仕え、後に商人となった一族の末裔に鈴木商店の番頭として辣腕を振るった金子直吉が出ている。

### 一族
- 金子広家
- 金子元宅
- 金子元春